# Bombardier JetTrain
Der Bombardier JetTrain war ein Projekt von Bombardier Transportation für einen in Nordamerika einsetzbaren Hochgeschwindigkeitszug, der auf dem Acela Express basierte und auf Strecken ohne Fahrdraht hätte eingesetzt werden können. Es wurde als einziges Fahrzeug der Triebkopf gebaut, der über eine Gasturbine als Hauptantrieb verfügt. Nach einigen Demonstrationsfahrten zu  Beginn der 2000er Jahre wurde der Triebkopf im Transportation Technology Center in Pueblo (Colorado) hinterstellt.

## Geschichte
Ende der 1990er Jahre wollte das Verkehrsministerium der Vereinigten Staaten technologische Möglichkeiten aufzeigen, die es erlauben würden, schrittweise den Hochgeschwindigkeitsverkehr im Land einzuführen. Das Projekt Next Generation High-Speed Rail Technology umfasste neben der Entwicklung eines Zugbeeinflussungssystems, geeigneter Bahnübergänge und Gleisanlagen auch den Bau einer fahrdrahtunabhängigen Lokomotive für den Hochgeschwindigkeitsverkehr. Dem PPP-Projekt standen 26 Millionen US-Dollar für Forschung und Entwicklung zur Verfügung, wovon die Hälfte von Bombardier übernommen wurde. Die Zusammenarbeit wurde im Oktober 1998 vereinbart.
Ende 2003 wurde ein Konsortium von Bombardier und der Fluor Corporation als bevorzugtem Bieter für Entwicklung, Bau, Betrieb, Wartung und Finanzierung der ersten Ausbaustufe des Hochgeschwindigkeitsnetzes in Florida benannt. Ab 2009 sollten demnach JetTrain-Züge zwischen Tampa und Orlando verkehren.

## Technik
Der JetTrain hätte in verschiedenen Zusammenstellungen eingesetzt werden können, die mit einem oder zwei Triebköpfen ausgerüstet gewesen wären und über Wagen mit aktiver Neigetechnik verfügt hätten. Es waren sowohl Züge mit einem Triebkopf und vier bis sieben Wagen, sowie auch Züge mit zwei Triebköpfen und bis zu elf Zwischenwagen geplant. Die Fahrzeuge basierten auf denjenigen des Acela Express.

### Triebkopf

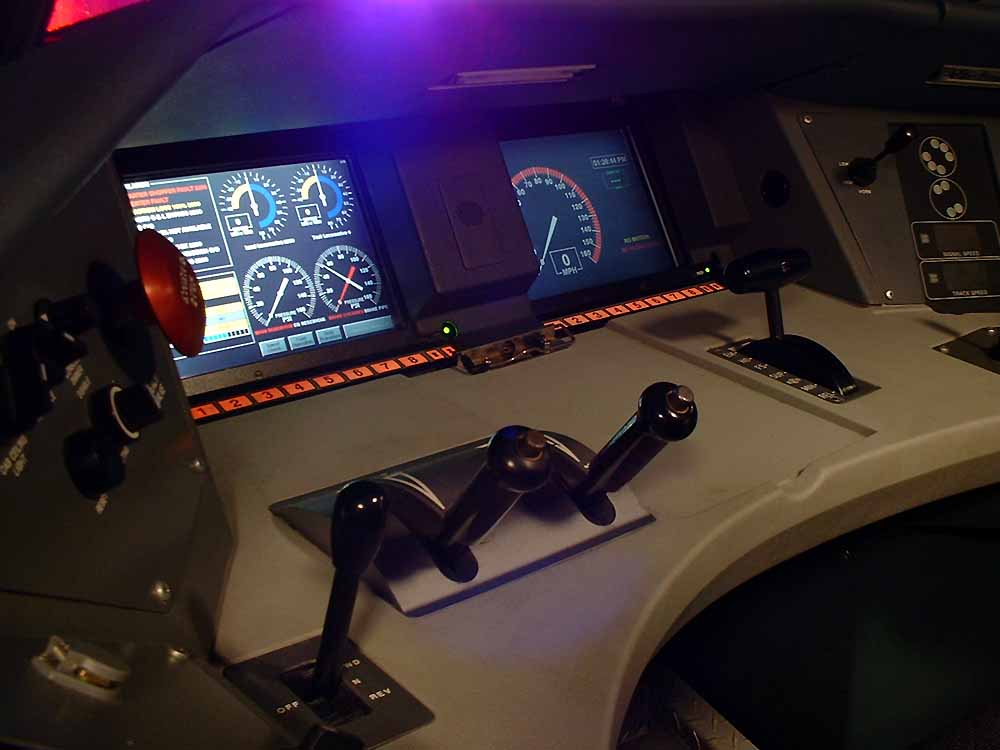
Führertisch des JetTrain-Triebkopfes

Der Triebkopf ist das einzige Fahrzeug, das gebaut wurde. Wagenkasten und Drehgestelle wurden vom Acela Express übernommen. Der Antrieb erfolgte über eine ST20-Gasturbine von Pratt & Whitney. Die Turbine wurde aus dem in Regionalflugzeugen eingesetzten Typ PW150 abgeleitet, wobei Diesel als Kraftstoff verwendet wurde. Über ein Getriebe trieb die Turbine einen Generator an, der die wassergekühlten IGBT-Stromrichter mit Energie versorgte. Bei niedrigen Geschwindigkeiten wurde die Turbine abgeschaltet und die Energieversorgung erfolgte über einen Hilfsdieselmotor, der über das mit der Turbine gemeinsame Getriebe den Generator antrieb.

### Wagen
Die Wagen wären denjenigen des Acela Express ähnlich gewesen und hätten über eine hydraulisch betriebene Neigetechnik verfügt, welche den Wagenkasten in den Kurven um 6° zur Innenseite geneigt hätte. Es waren sowohl erste (Business Car) als auch zweite Klasse (Coach Car) Wagen sowie ein Bistrowagen (Business Car) geplant. Die Wagen hätten eine einheitliche Länge von 26.645 mm gehabt und wären zwischen 57,6 und 59,9 t schwer gewesen.

## Versuchs- und Demonstrationsfahrten
Der Triebkopf mit der Nummer 2002 wurde im Sommer 2000 fertiggestellt und erreichte im Sommer 2001 auf der Versuchsstrecke des Transportation Technology Centers eine Geschwindigkeit von 251 km/h. Am 15. Oktober 2001 wurde der JetTrain in der Union Station von Washington, D.C. der Öffentlichkeit vorgestellt. Nach einer Werbetour durch Kanada im Frühjahr 2003 folgte im Oktober 2003 eine Demonstrationsfahrt nach Florida, wo der Triebkopf in Miami vom finnischen Automobilrennfahrer Mika Salo vorgestellt wurde. Nachdem das Projekt in Florida an einem Referendum scheiterte und das Projekt in Kanada aus finanziellen Gründen ebenfalls nicht vorwärtskam, verschwand der JetTrain in der Versenkung.